# Koroužné
Koroužné (německy Koraschna) je obec v okrese Žďár nad Sázavou v kraji Vysočina. Včetně částí Kobylnice a Švařec v obci žije 255 obyvatel.

## Historie
Jméno obce je odvozeno od slova kroužit. Řeka Svratka zde krouží kolem obce od severovýchodu na jihozápad. Na starém obecním razítku byl napsán název obce Korožný, odtud se slovo přejalo na Koroužné.
Koroužné se skládalo ze dvou částí – Horního a Dolního Koroužného. Ujaly se zde také místní názvy částí Amerika, Bejkovna (Raduška), Orel, Samotín (Meze), Spálenec, Za vodou, Hory.
První písemná zmínka o Koroužném pochází z roku 1346, kdy vesnice byla součástí panství hradu Kámen (Zubštejn). V okolí se od středověku těžila železná ruda. S hornictvím souvisí nejspíše i opevněná lokalita nad vesnicí, doprovázená starými důlními díly.

## Přírodní poměry
Vesnice stojí v Hornosvratecké vrchovině. Do jejího katastrálního území zasahuje část přírodní rezervace Pyšolec.

## Obyvatelstvo
| Rok            | 1869 | 1880 | 1890 | 1900 | 1910 | 1921 | 1930 | 1950 | 1961 | 1970 | 1980 | 1991 | 2001 | 2011 | 2021 |
| -------------- | ---- | ---- | ---- | ---- | ---- | ---- | ---- | ---- | ---- | ---- | ---- | ---- | ---- | ---- | ---- |
| Počet obyvatel | 199  | 216  | 240  | 262  | 263  | 264  | 310  | 239  | 249  | 222  | 193  | 169  | 175  | 175  | 171  |
| Počet domů     | 25   | 29   | 31   | 36   | 38   | 39   | 57   | 64   | 106  | 57   | 56   | 66   | 72   | 72   | 72   |

## Části obce
- Koroužné
- Kobylnice
- Švařec

## Pamětihodnosti
- zřícenina hradu Zubštejn
- zřícena hradu Pyšolec
- zvonička zasvěcená svatému Antonínu Paduánskému z roku 1856 na návsi

## Galerie

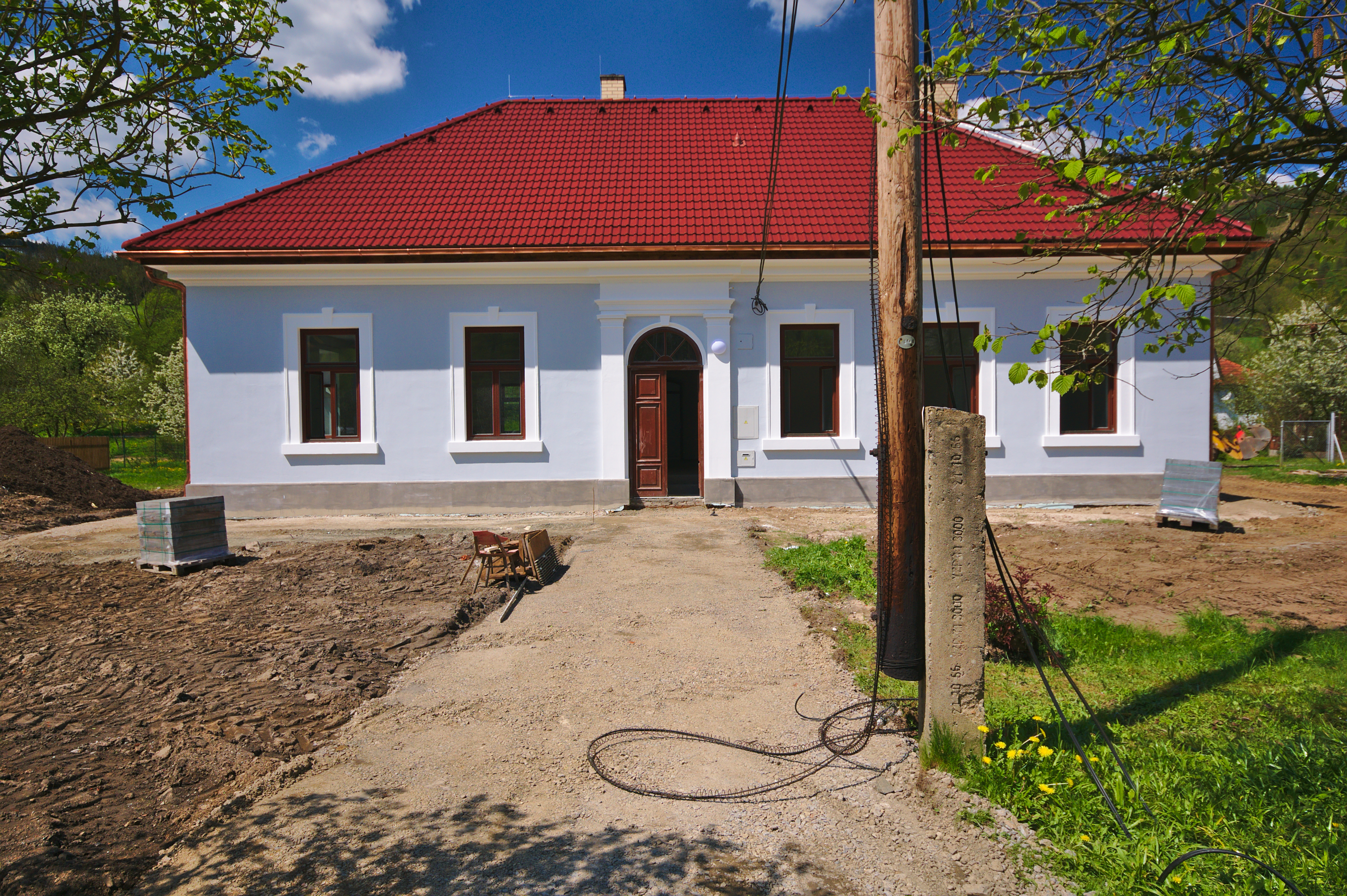
Obecní úřad
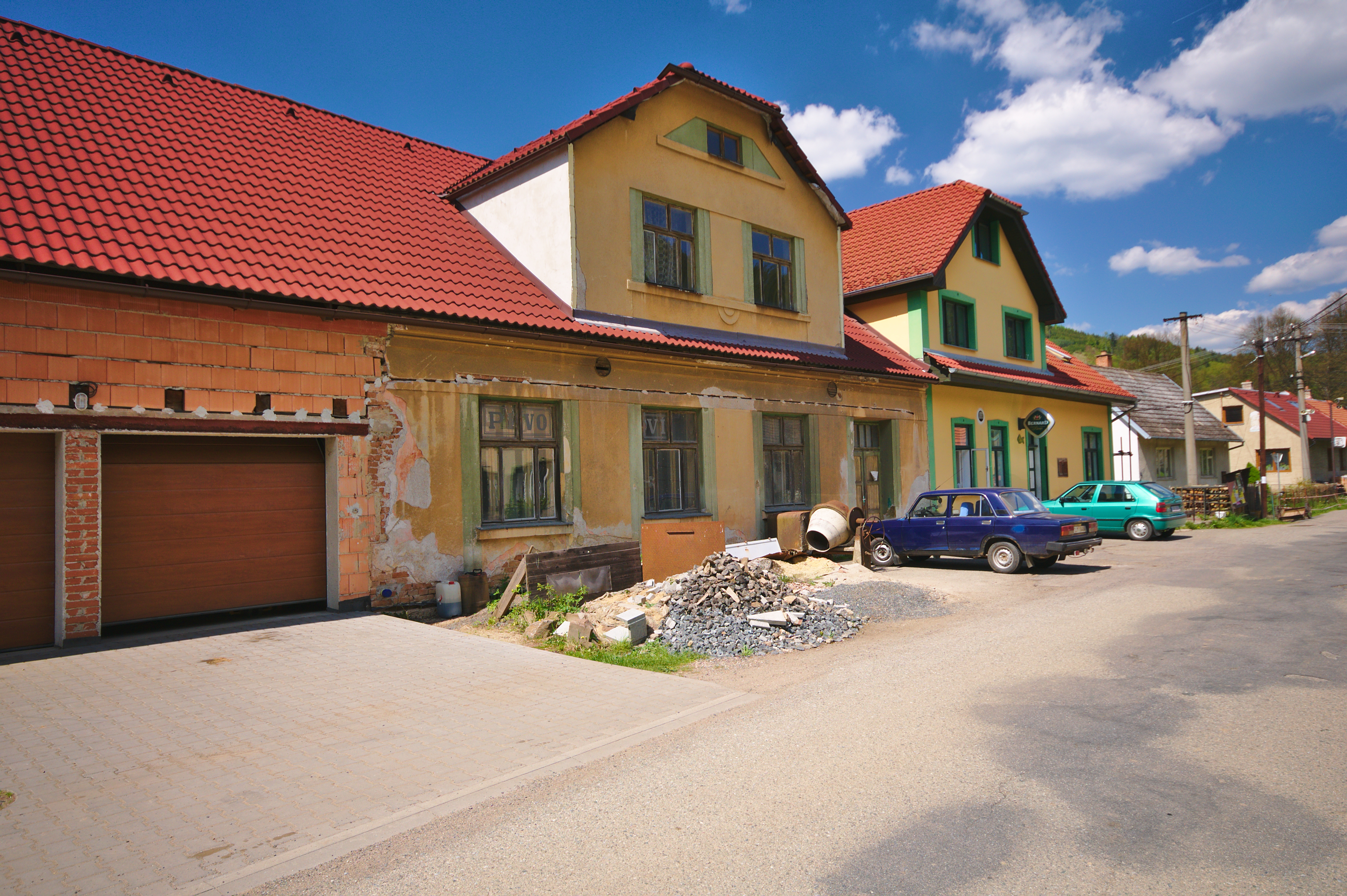
Hospoda
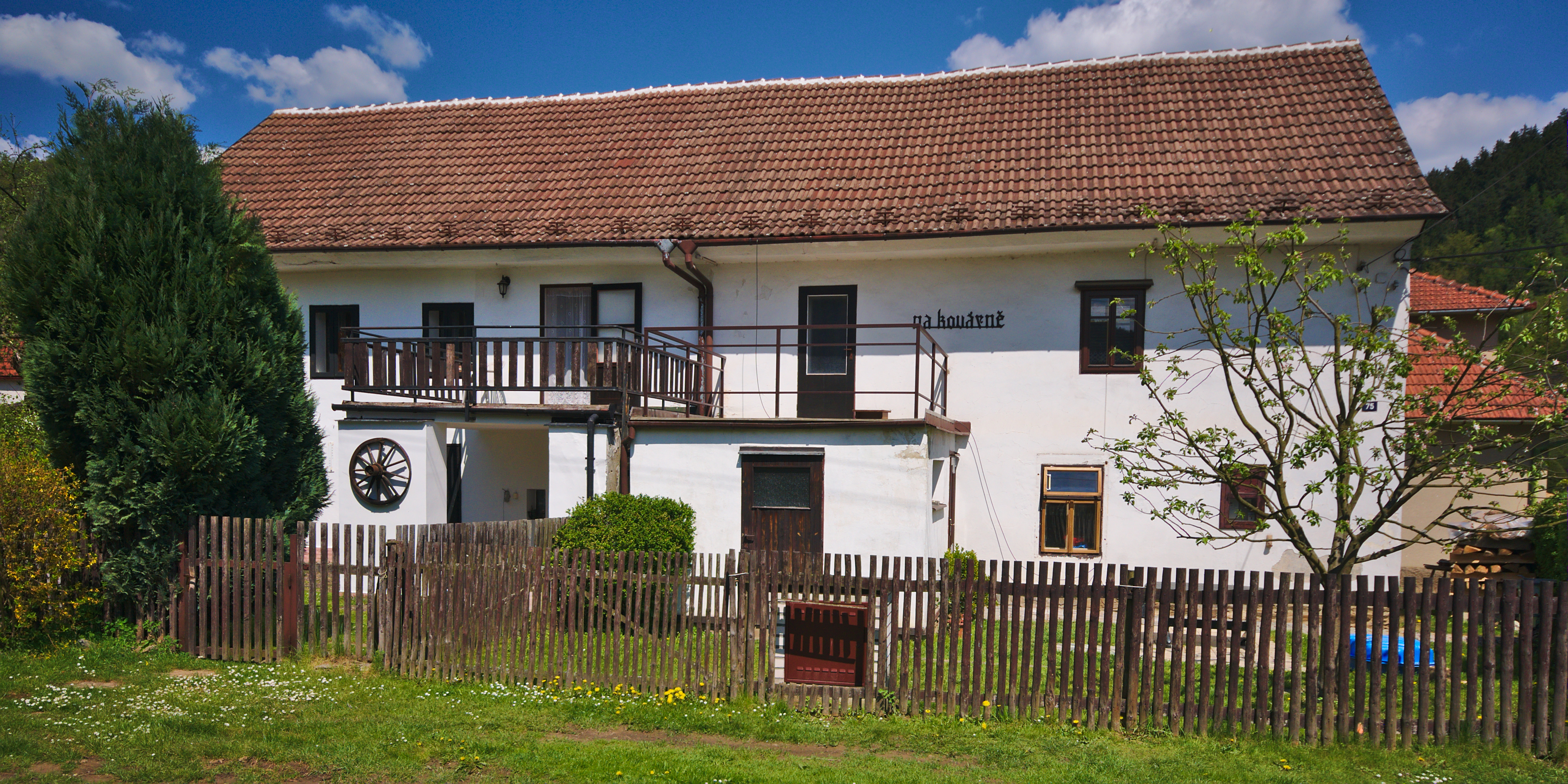
Bývalá kovárna
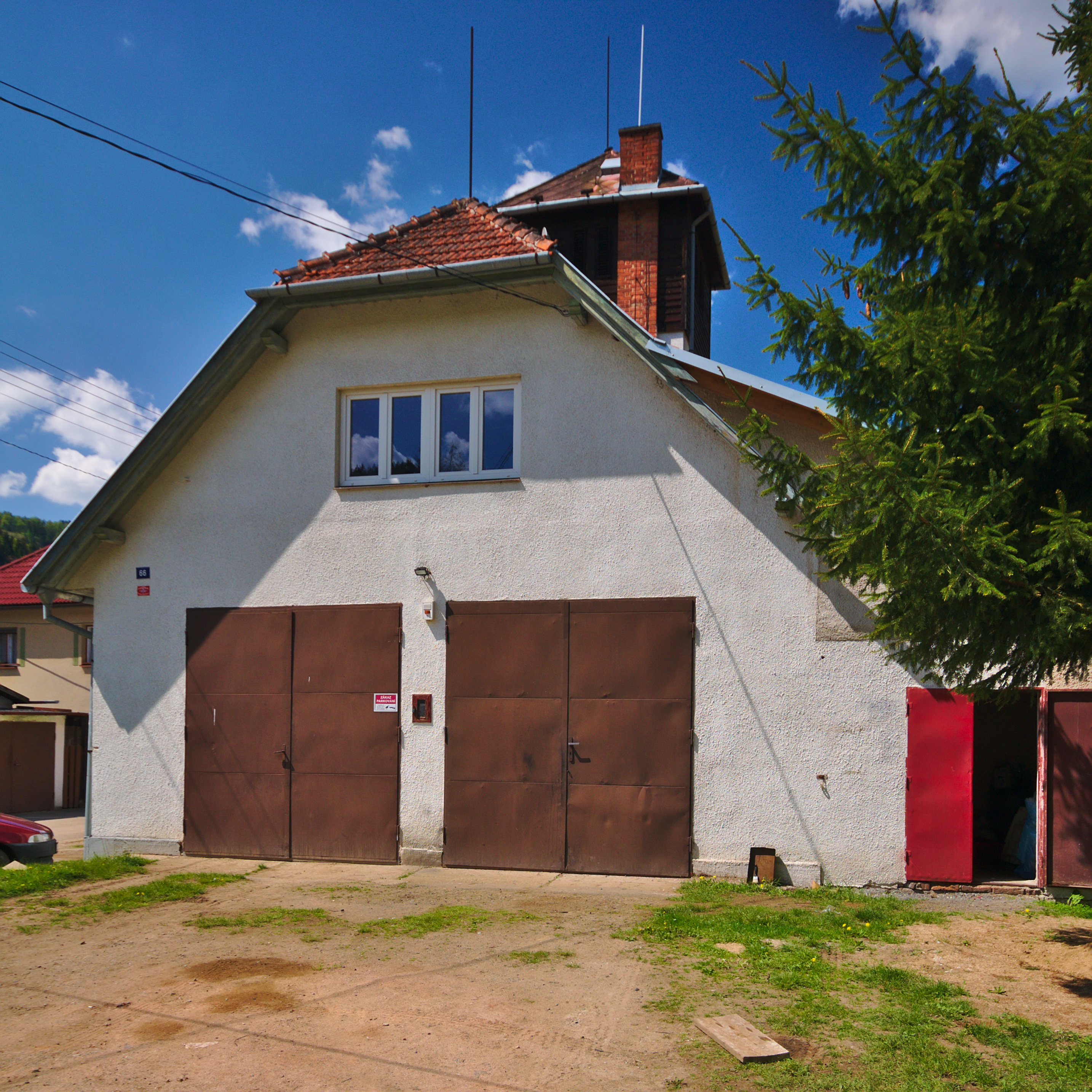
Hasičská zbrojnice
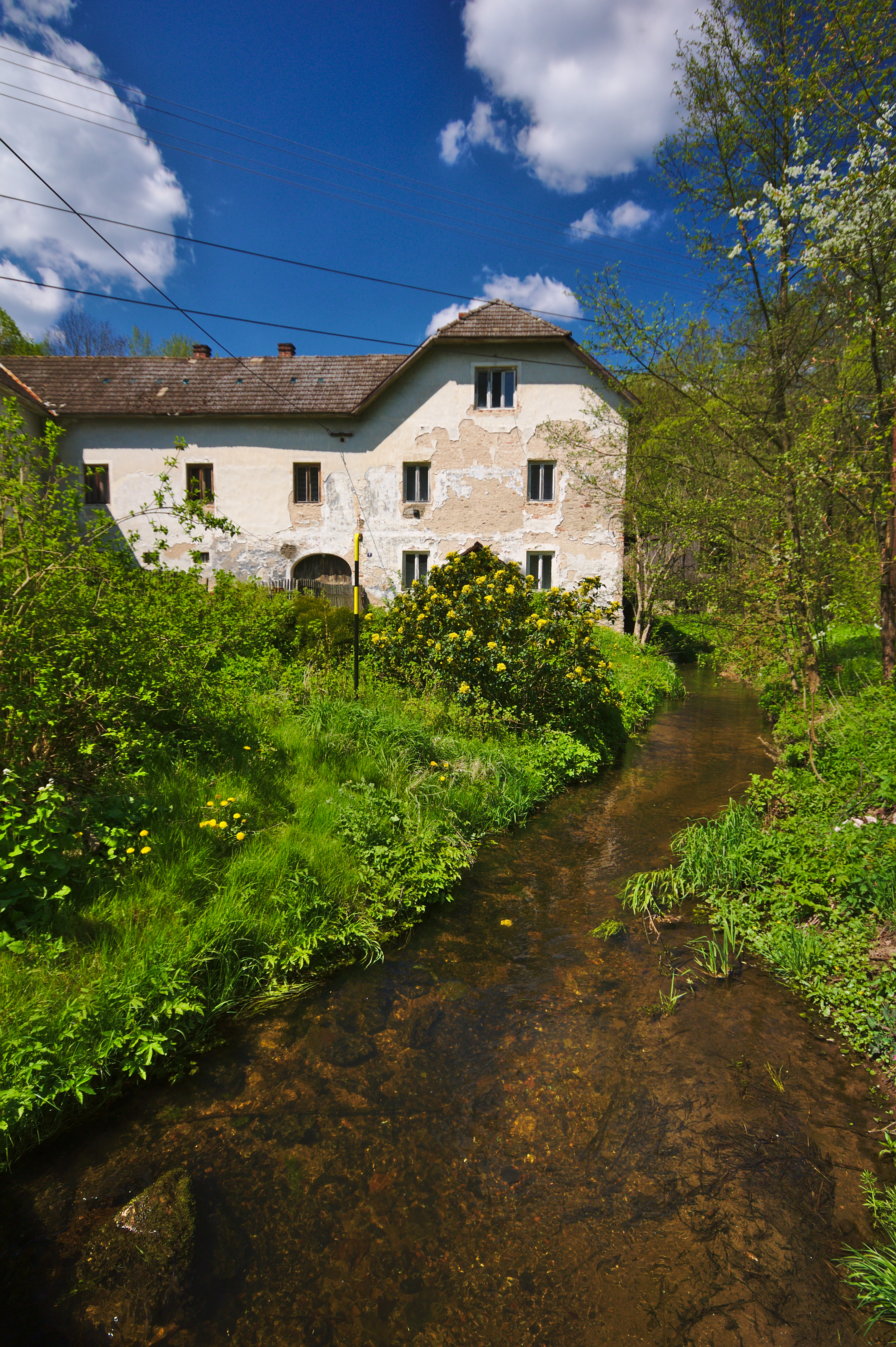
Mlýn a náhon
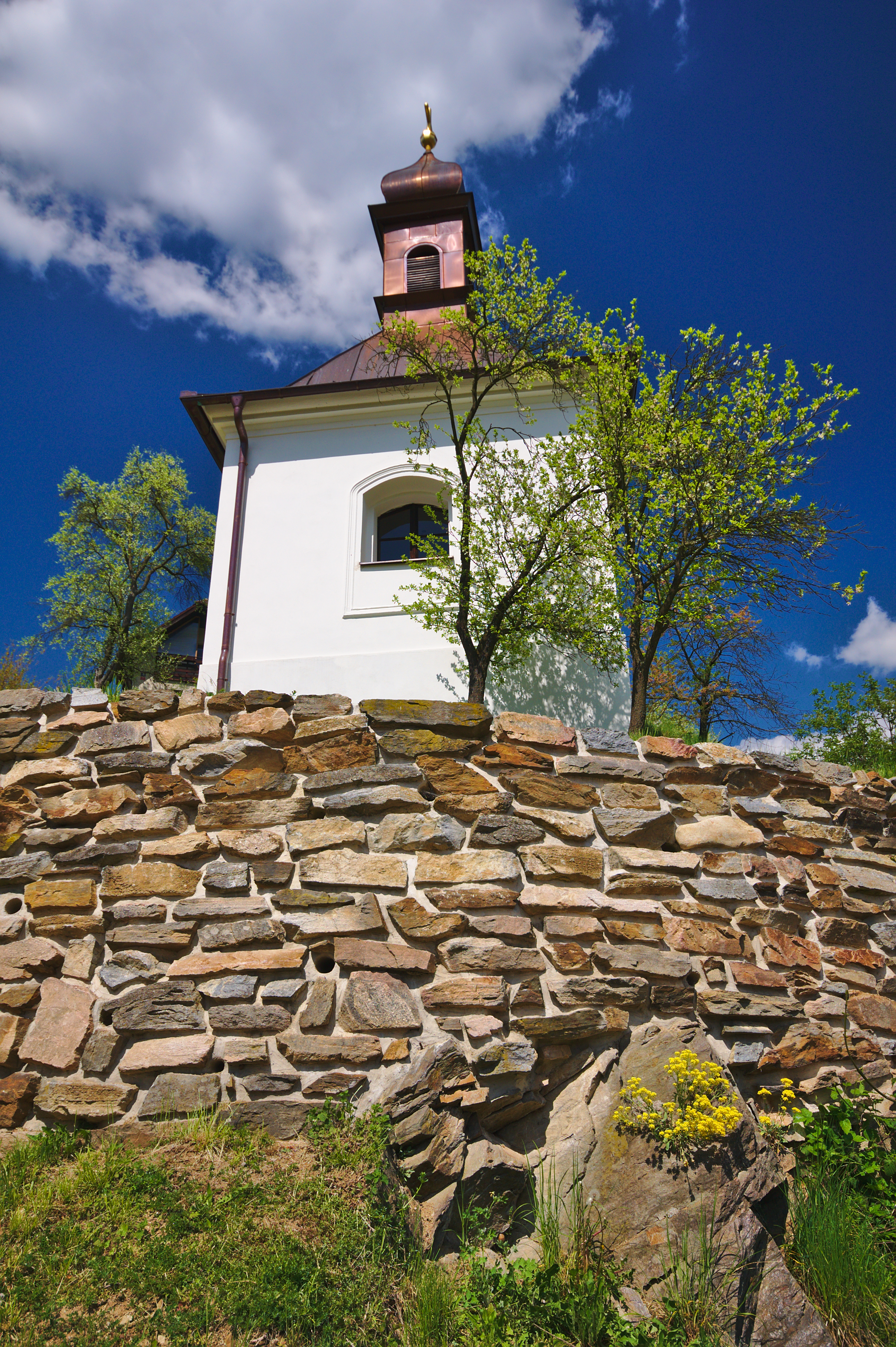
Kaple svatého Antonína Paduánského
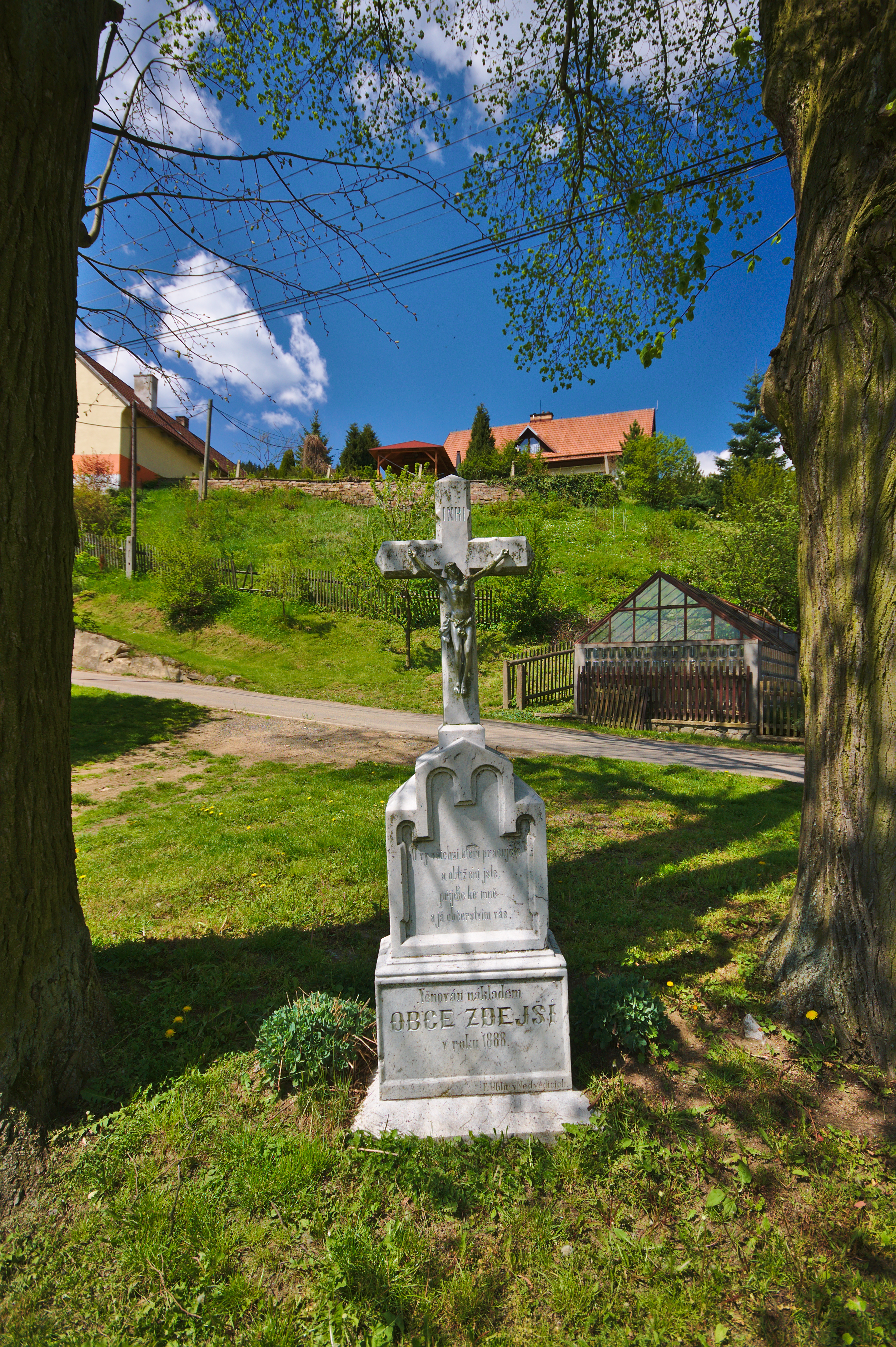
Kříž pod kaplí